# قانون اساسی مالت
قانون اساسی مالت (انگلیسی: Constitution of Malta) عالی‌ترین قانون کشور مالت است. قانون اساسی فعلی در ۲۱ سپتامبر ۱۹۶۴ به تصویب رسید. به دلیل اینکه این قانونی سفت و سخت می‌باشد، سنگری سه لایه برای اینکه اصلاح یا تغییری در آن ایجاد پذیرد، پشیبینی شده‌است. این قانون تاکنون بیست و چهار بار اصلاح شده که آخرین بار آن در سال ۲۰۰۷ بوده‌است. بر اساس قانون اساسی ۱۹۶۴ مالت یک دموکراسی پارلمانی در اتحادیه کشورهای همسود است. ملکه الیزابت دوم حاکم مالت است و از طرف او فرماندار کل ریاست حکومت را بر عهده دارد، در حالی که قدرت اصلی سیاسی در اختیار کابینه و در راس آن نخست‌وزیر قرار دارد.